# Jandamarra
Jandamarra (ca. 1870 - Tunnel Creek, 1 april 1897) was een Bunuba Aborigines, bekend bij de Europese kolonisten als Pigeon. Hij leidde een gewapende opstand tegen de kolonisatie van het Bunuba-gebied. Jandamarra werd oorspronkelijk ingezet als spoorzoeker bij de politie maar vluchtte nadat hij gedwongen werd zijn eigen familie gevangen te nemen. Hij leidde een drie jaar lange strijd tegen de politie en de kolonisten. Jandamarra werd uiteindelijk op 1 april 1897 door een andere spoorzoeker nabij Tunnel Creek gedood.

## Beginjaren
Jandamarra werd geboren en groeide op bij de Bunuba. Het gebied waar de Bunuba leefden ligt in het zuidelijke deel van de regio Kimberley in het noorden van West-Australië. Het reikte van het huidige Fitzroy Crossing tot aan het Wunaamin-Miliwundi-gebergte en omvatte het Napier- en het Oscargebergte.
Als jongeling leerde Jandamarra op William Lukins aangrenzende Lennard River Station paardrijden, schapen scheren en met een geweer schieten. Hij kreeg de reputatie de beste zwarte veehoeder van het district te zijn. Hij sprak overtuigend Engels. Lukin noemde hem Pigeon omdat hij klein, lichtvoetig, vrijmoedig en innemend van aard was.
Op zijn vijftiende keerde Jandamarra terug naar de Bunuba en werd in het Bunuba-recht ingewijd. Hij werd een goede jager. Eind 1889 werd hij samen met Ellemarra nabij Windjina Gorge door de politie gevangenen genomen en naar de gevangenis van Derby gebracht. Hij werd ervan beschuldigd schapen gedood te hebben. De klacht werd geseponeerd omdat hij de paarden van de politie wilde verzorgen. Jandamarra was geliefd en werd betrouwbaar bevonden. Een jaar later ging hij terug als veehouder werken op Lennard River Station. Hij zou de Bunuba-wet overtreden hebben toen hij naar zijn thuis in de bergen terugkeerde. Om vergelding te vermijden ging hij op Lillimooloora Station werken en raakte er bevriend met Bill Richardson, ook een veehoeder.
Toen Richardson in 1894 tot de politie toetrad vervoegde Jandamarra hem als spoorzoeker. Samen met een tweede Aborigines die Captain werd genoemd, ging het drietal op zoek naar Bunuba-strijders en nam ze gevangen. Jandamarra redde Richardsons leven tijdens een aanval door Aborigines.
Jandamarra's verhaal neemt een abrupte wending nadat zestien Aborigines gevangen genomen werden waaronder een aantal van zijn familieleden en Ellemarra. Ze vertelden hem dat er in Fitzroy Crossing een nieuwe politieagent was die Aborigines vermoordde, dat kolonisten dreigden het Bunuba-gebied in te nemen en dat hij hen hun vrijheid verschuldigd was vanwege zijn vlucht voor de Bunuba-wet. Jandamarra doodde Richardson in zijn slaap en bevrijdde de zestien.

## Guerrillaoorlog
Jandamarra en zijn groep vielen vijf kolonisten aan die vee het Bunuba-gebied in dreven om er een groot station te beginnen. Twee van de kolonisten werden gedood. De Aborigines bemachtigden vuurwapens en munitie. Jandamarra wilde de vuurwapens gebruiken gebruiken om de kolonisten te verdrijven en hoopte de Aborigines te verenigen over de stamgrenzen heen. De blanke kolonistengemeenschap panikeerde vermits ze met slechts weinigen over 29.785 km² verspreid waren. De politie kreeg ingrijpende bevoegdheden om de opstand te bedwingen en doodde vele Aborigines.
Op 16 november 1894 had de slag bij Windjina Gorge plaats. Vijftig in oker geverfde Aborigines bevochten dertig kolonisten. Ellemarra werd gedood en Jandamarra raakte zwaar gewond. Jandamarra's genezing gaf hem een bovennatuurlijke status bij de Aborigines. Hij verborg zich nog twee jaar in de grotten in het zuiden. In november 1895 overviel hij het politiekantoor van Lillimooloora. De kolonisten waren geschokt omdat ze er vanuit waren gegaan dat hij dood was. Eind 1896 dreef hij nogmaals de spot met de kolonisten. Ondertussen waren velen van zijn groep gevangen genomen of gesneuveld. In maart overvielen Jandamarra en twintig van zijn mensen de Oscar Range-hofstede. Er vielen vele doden en gewonden maar Jandamarra ontsnapte door een tunnel.
Jandamarra werd uiteindelijk op 1 april 1897, nabij Tunnel Creek, door Minko Mick, een Aborigines spoorzoeker, doodgeschoten.

## Nalatenschap
Jandamarra's leven is het onderwerp van twee romans: Ion Idriess - Outlaws of the Leopold (1952) en Mudrooroo - Long Live Sandawarra (1972). Meer recent schreef Howard Pedersen het verhaal van Jandamarra neer in Jandamarra and the Bunuba Resistance.
De Jandamarra en de Pigeon Heritage Trail zijn twee autoroutes die plaatsen aandoen die iets in Jandamarra's leven te betekenen hadden.
De Black Swan State Theatre Company bracht in 2008 het stuk Jandamarra ten tonele. De Australische singer-songwriter Paul Kelly was hierbij betrokken en schreef het nummer Jandamarra/Pigeon dat op zijn verzamelalbum The A to Z Recordings werd uitgebracht.
In 2011 maakte de Australian Broadcasting Corporation samen met het aboriginesproductiehuis Wawili Pitjas een documentairefilm, Jandamarra's War.
De cantate Jandamarra - Sing for the Country werd in 2014 in het Sydney Opera House opgevoerd, door het Sydney Symphony Orchestra in samenwerking met de 'Gondwana Choirs' en het 'Yilimbirri Ensemble'.